# Sejm zwyczajny 1664/1665
Sejm 1664/1665 – sejm zwyczajny I Rzeczypospolitej został zwołany 16 lub 23 sierpnia 1664 roku do Warszawy. 
Sejmiki przedsejmowe w województwach odbyły się: dobrzyński 15 października, a lubelski 24 października 1664 roku. 
Marszałkiem sejmu obrano Jana Tracha Gnińskiego, podkomorzego pomorskiego. Obrady trwały od 26 listopada 1664 do 7 stycznia 1665 roku. Sejm został zerwany przez Piotra Telefusa. 
Na sejmie wydano wyrok śmierci na zabójców hetmana polnego litewskiego Wincentego Korwina Gosiewskiego. 29 grudnia 1664 roku skazano również marszałka wielkiego koronnego Jerzego Lubomirskiego za podburzanie szlachty przeciw królowi, próbę przejęcia władzy, zdradę stanu, przekupstwa został skazany na karę śmierci, konfiskatę dóbr i utratę czci. Wyroku nie wykonano, ponieważ wyjechał na śląsk.